# Gelasma urapteraria
Gelasma urapteraria là một loài bướm đêm trong họ Geometridae.